# Cultura Nova
Cultura Nova is een jaarlijks terugkerend grensoverschrijdend cultureel zomerfestival in Heerlen en omgeving, dat sinds 1991 wordt georganiseerd. Het festival biedt theater, film, muziek, dans en beeldende kunst, vaak op locatie, in samenwerking met onder andere Parkstad Limburg Theaters, het Glaspaleis en Filmhuis De Spiegel. De locaties bevinden zich verspreid over Heerlen, Parkstad Limburg en de rest van de Euregio Maas-Rijn, zoals de omgeving van Aken en veelal in de open lucht.